# Funivia di San Marino

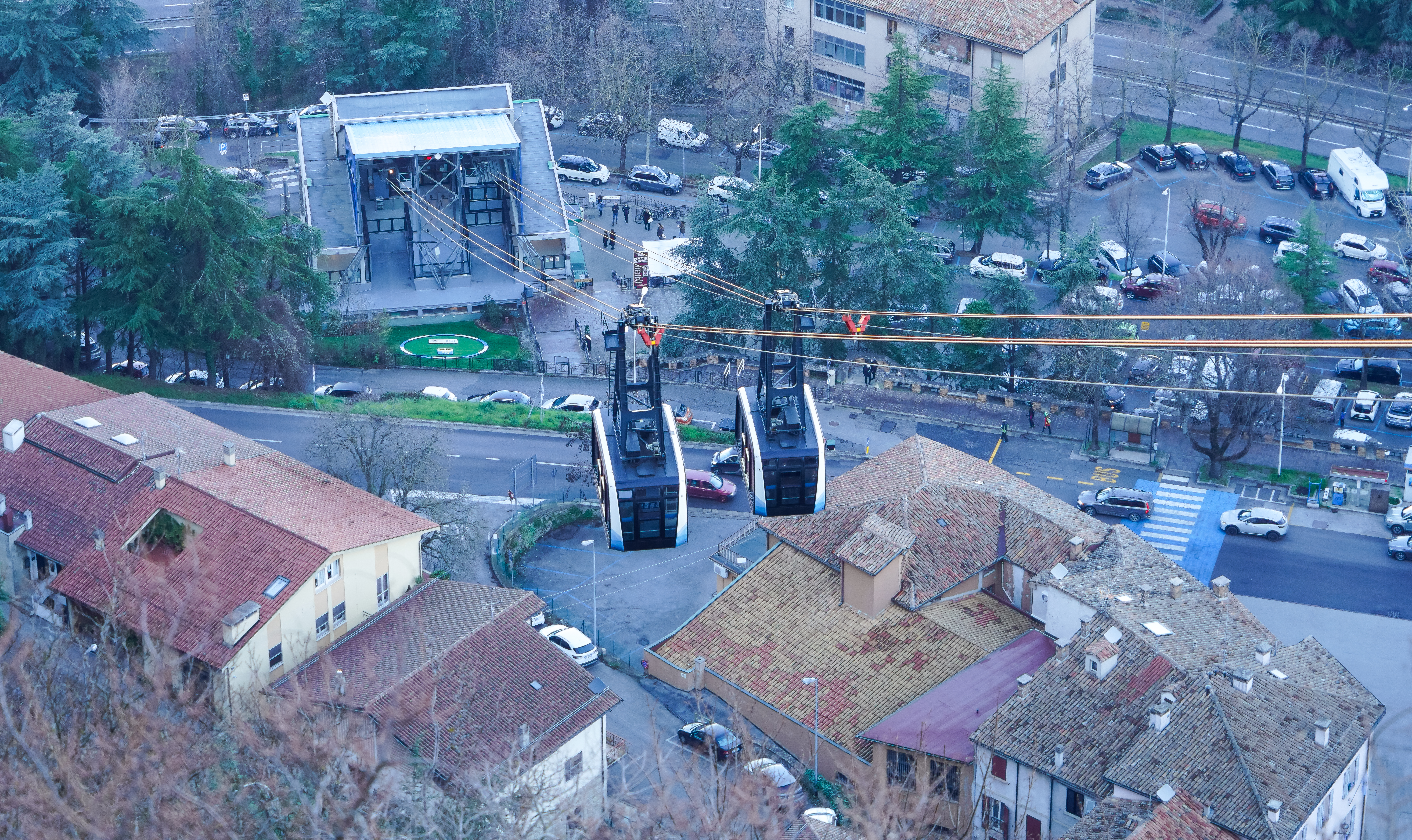
Kabine der Funivia di San Marino (2022)

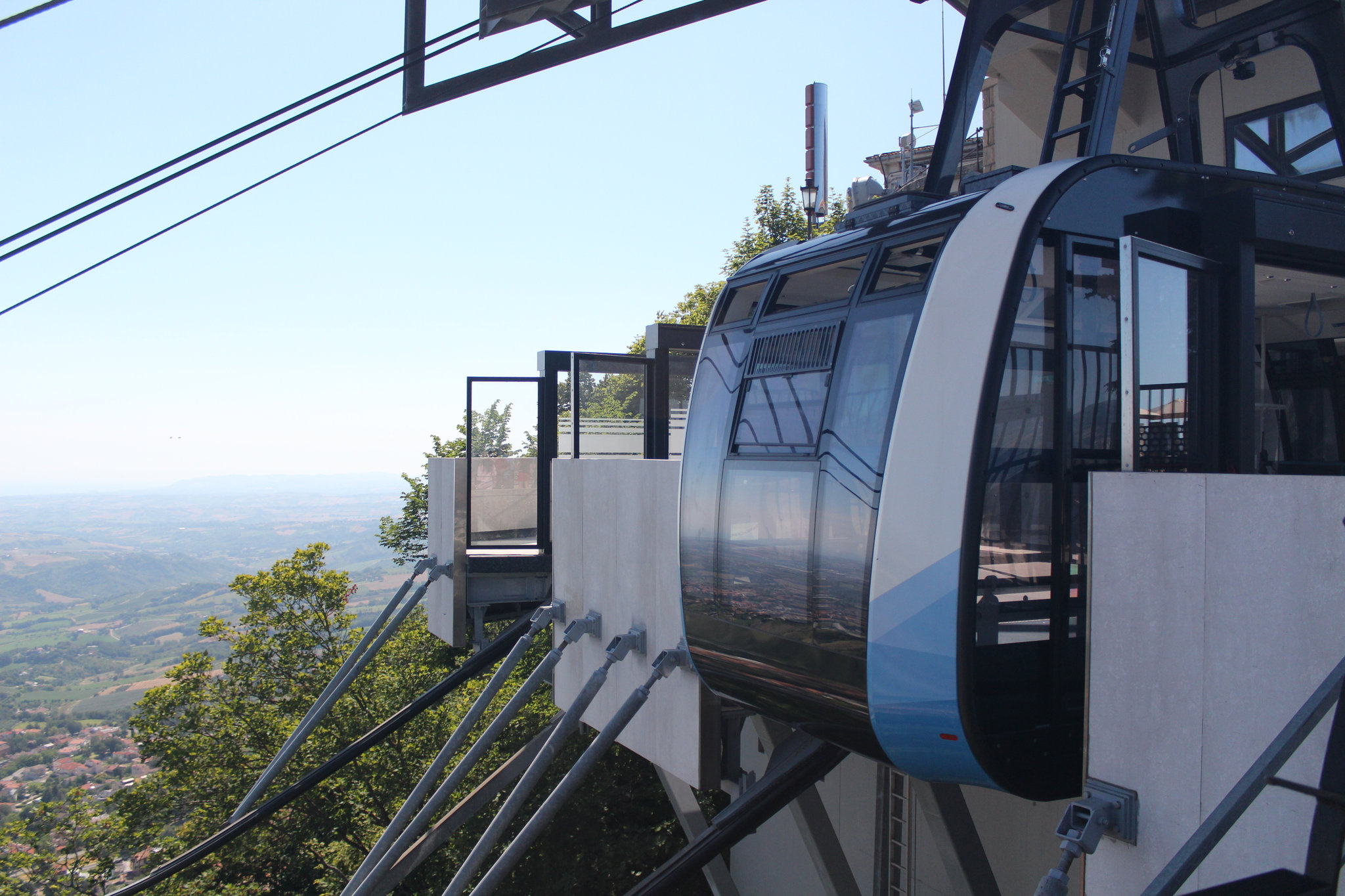
Bergstation (2018)

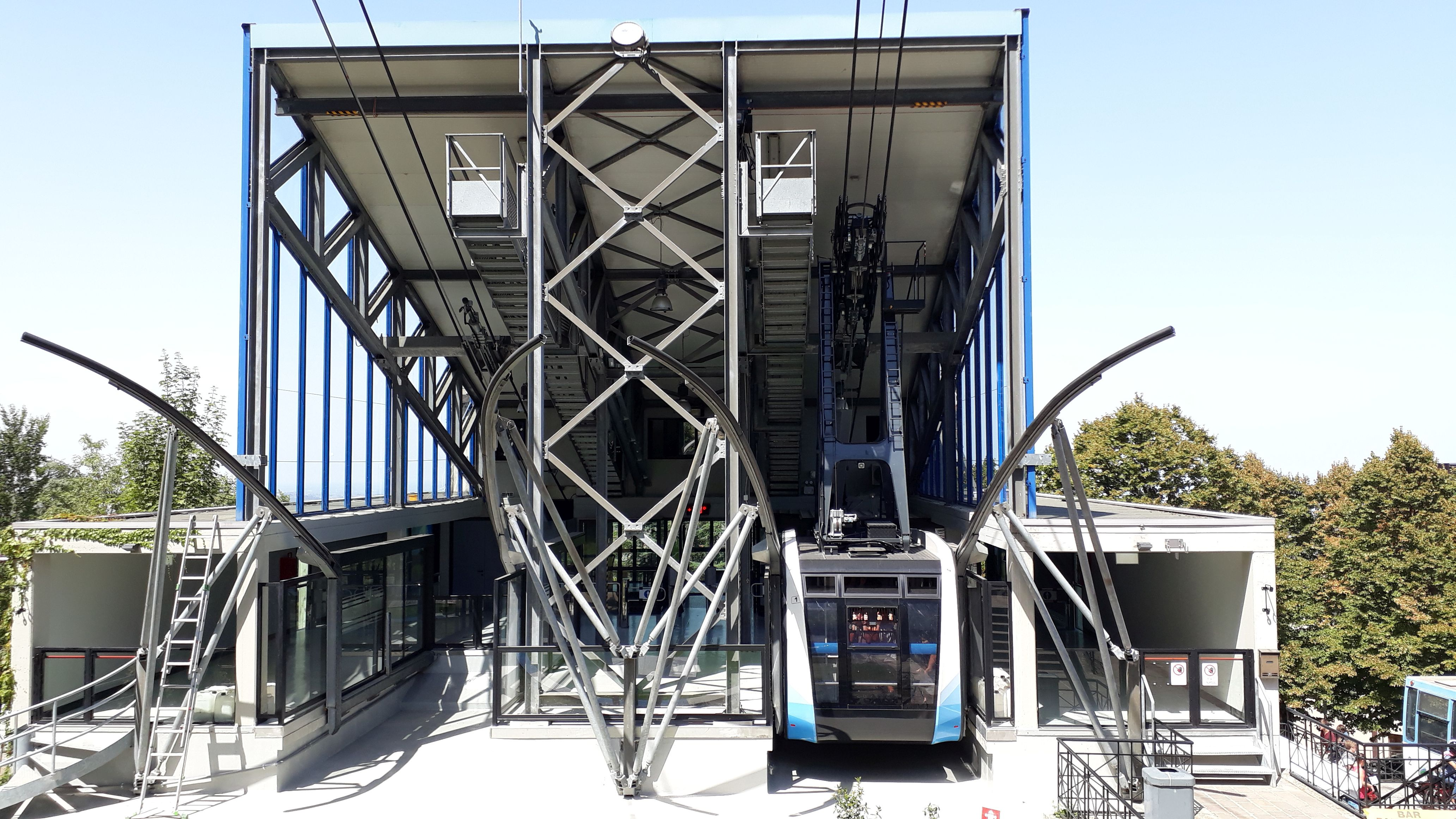
Talstation (2018)

Die Funivia di San Marino ist eine Kabinenseilbahn in der Republik San Marino.
Die zweispurige Pendelbahn in der Stadt San Marino wurde ab 1956 durch das Turiner Seilbahnunternehmen Agudio erbaut und im August 1959 in Betrieb genommen. Betreiberin ist die staatliche Gesellschaft Azienda Autonoma di Stato per i Servizi Pubblici (AASS).
Die Pendelbahn führt von der Talstation in Borgo Maggiore (Lage) auf einer Länge von 338 Metern zum höchsten Berg San Marinos, dem Monte Titano. Die Bergstation (Lage) befindet sich in San Marino in unmittelbarer Nähe der Basilika San Marino.

## Technische Daten
- Länge: 338 m
- Höhenunterschied: 166 m
- Fahrgeschwindigkeit: 6 m/s
- Kapazität: 1190 Personen pro Stunde
- Tragseil-Durchmesser: 44 mm (1995)
- Schleppseil: 28 mm (1995)
- Gegenseil: 26 mm (1995)
- Motorleistung: 180 kW (1995)

1995 wurde die Seilbahn durch die italienische Seilbahnfirma Hölzl komplett modernisiert und 1996 wieder eröffnet. Die neuen Kabinen und Tragseile konnten 50 Personen pro Fahrt transportieren, gegenüber 20 Personen der ursprünglichen Seilbahn, und die Beförderungszahl stieg von 530 auf 1200 Passagiere pro Stunde. 2017 wurde die Seilbahn von Doppelmayr-Garaventa nochmals modernisiert und mit neuen „360°-verglasten“ Kabinen versehen. 1190 Personen können seither pro Stunde mit der Bahn befördert werden.